# Saint-Denis-de-l'Hôtel
Saint-Denis-de-l'Hôtel là một xã của tỉnh Loiret, thuộc vùng Centre-Val de Loire, miền trung nước Pháp.